# San Jose Lasers 1996-1997
La stagione 1996-97 delle San Jose Lasers fu la 1ª nella ABL per la franchigia.
Le San Jose Lasers arrivarono seconde nella Western Conference con un record di 18-22. Nei play-off persero in semifinale con le Columbus Quest (2-0).

## Roster
| N° | Naz.                   | Ruolo | Sportivo           | Anno | Alt. | Peso |
| -- | ---------------------- | ----- | ------------------ | ---- | ---- | ---- |
|    | Stati Uniti (bandiera) | G     | Jennifer Azzi      | 1968 | 173  | 65   |
|    | Stati Uniti (bandiera) | C     | Ingrid Dixson      | 1972 | 191  |      |
|    | Australia (bandiera)   | G     | Shelley Gorman     | 1969 | 183  | 66   |
|    | Stati Uniti (bandiera) | G     | Nekeshia Henderson | 1973 | 173  | 65   |
|    | Stati Uniti (bandiera) | G     | Sonja Henning      | 1969 | 170  | 65   |
|    | Stati Uniti (bandiera) | C     | Anita Kaplan       | 1973 | 196  | 82   |
|    | Stati Uniti (bandiera) | A     | Jamillah Lang      | 1972 | 183  | 84   |
|    | Stati Uniti (bandiera) | GA    | Jenni Ruff         | 1974 | 180  | 64   |
|    | Stati Uniti (bandiera) | GA    | Sheri Sam          | 1974 | 183  | 73   |
|    | Stati Uniti (bandiera) | A     | Trisha Stafford    | 1970 | 185  | 82   |
|    | Stati Uniti (bandiera) | AC    | Val Whiting        | 1972 | 188  | 90   |
|    | Stati Uniti (bandiera) | GA    | Samantha Williams  | 1973 | 183  |      |
|    | Stati Uniti (bandiera) | C     | Kimberly Wood      | 1972 | 193  |      |

## Staff tecnico
Allenatore: Jan Lowrey